# جیکوب رابینوویتز
جیکوب رابینوویتز (به انگلیسی: Jacob Rubinovitz)دانشمند اهل اسرائیل است.